# Sommières-du-Clain
Pour les articles homonymes, voir Sommières (homonymie).
Sommières-du-Clain est une commune du Centre-Ouest de la France, située dans le département de la Vienne (région Nouvelle-Aquitaine).

## Géographie

### Localisation
Le village est situé sur les bords du Clain.
Le bourg est situé à 15 km de Civray.

### Communes limitrophes
| Champagné-Saint-Hilaire |                    | La Ferrière-Airoux |
|                         | Sommières-du-Clain | Château-Garnier    |
| Romagne                 | Saint-Romain       |                    |

### Géologie et relief
La région de Sommières-du-Clain présente un paysage de plaines vallonnées plus ou moins boisées et de vallées. Le terroir se compose :
- d'argile à silex peu profonde pour 45 % et de Terres fortes pour 4 % sur les plateaux du seuil du Poitou ;
- de groies superficielles pour 28 % dans les plaines (Les groies sont des terres du sud-ouest de la France, argilo-calcaires, peu profondes  - en général de moins de 50 cm d’épaisseur – et  plus ou moins riches en cailloux. Elles sont fertiles et saines et donc, propices à la polyculture céréalière mais elles s’assèchent vite) ;
- de Terres Rouges pour 10 % sur les autres plateaux (ce sont des sols couleur acajou, siliceux, dérivés d’argiles ferrugineuses à silex provenant d’épandages superficiels du Massif Central) ;
- de calcaires pour 14 % dans les vallées et les terrasses alluviales[2].

### Hydrographie
La commune est traversée par le Clain sur une longueur de 11 km.

### Climat
Pour des articles plus généraux, voir Climat de la Nouvelle-Aquitaine et Climat de la Vienne.
Historiquement, la commune est exposée à un climat océanique du nord-ouest.  
En 2020, Météo-France publie une typologie des climats de la France métropolitaine dans laquelle la commune est exposée à un climat océanique altéré et est dans la région climatique  Poitou-Charentes, caractérisée par un bon ensoleillement, particulièrement en été et des vents modérés.
Pour la période 1971-2000, la température annuelle moyenne est de 11,8 °C, avec une amplitude thermique annuelle de 14,9 °C. Le cumul annuel moyen de précipitations est de 830 mm, avec 11,1 jours de précipitations en janvier et 6,9 jours en juillet. Pour la période 1991-2020, la température moyenne annuelle observée sur la station météorologique la plus proche, située sur la commune de La Ferrière-Airoux à 5 km à vol d'oiseau, est de 12,4 °C et le cumul annuel moyen de précipitations est de 762,1 mm,. Pour l'avenir, les paramètres climatiques de la commune estimés pour 2050 selon différents scénarios d’émission de gaz à effet de serre sont consultables sur un site dédié publié par Météo-France en novembre 2022.

## Urbanisme

### Typologie
Au 1er janvier 2024, Sommières-du-Clain est catégorisée commune rurale à habitat dispersé, selon la nouvelle grille communale de densité à sept niveaux définie par l'Insee en 2022.
Elle est située hors unité urbaine et hors attraction des villes,.

### Occupation des sols
L'occupation des sols de la commune, telle qu'elle ressort de la base de données européenne d’occupation biophysique des sols Corine Land Cover (CLC), est marquée par l'importance des territoires agricoles (83,5 % en 2018), en diminution par rapport à 1990 (84,4 %). La répartition détaillée en 2018 est la suivante : 
terres arables (59,2 %), prairies (13,8 %), forêts (13,3 %), zones agricoles hétérogènes (10,4 %), zones urbanisées (2,4 %), mines, décharges et chantiers (0,9 %). L'évolution de l’occupation des sols de la commune et de ses infrastructures peut être observée sur les différentes représentations cartographiques du territoire : la carte de Cassini (XVIIIe siècle), la carte d'état-major (1820-1866) et les cartes ou photos aériennes de l'IGN pour la période actuelle (1950 à aujourd'hui).

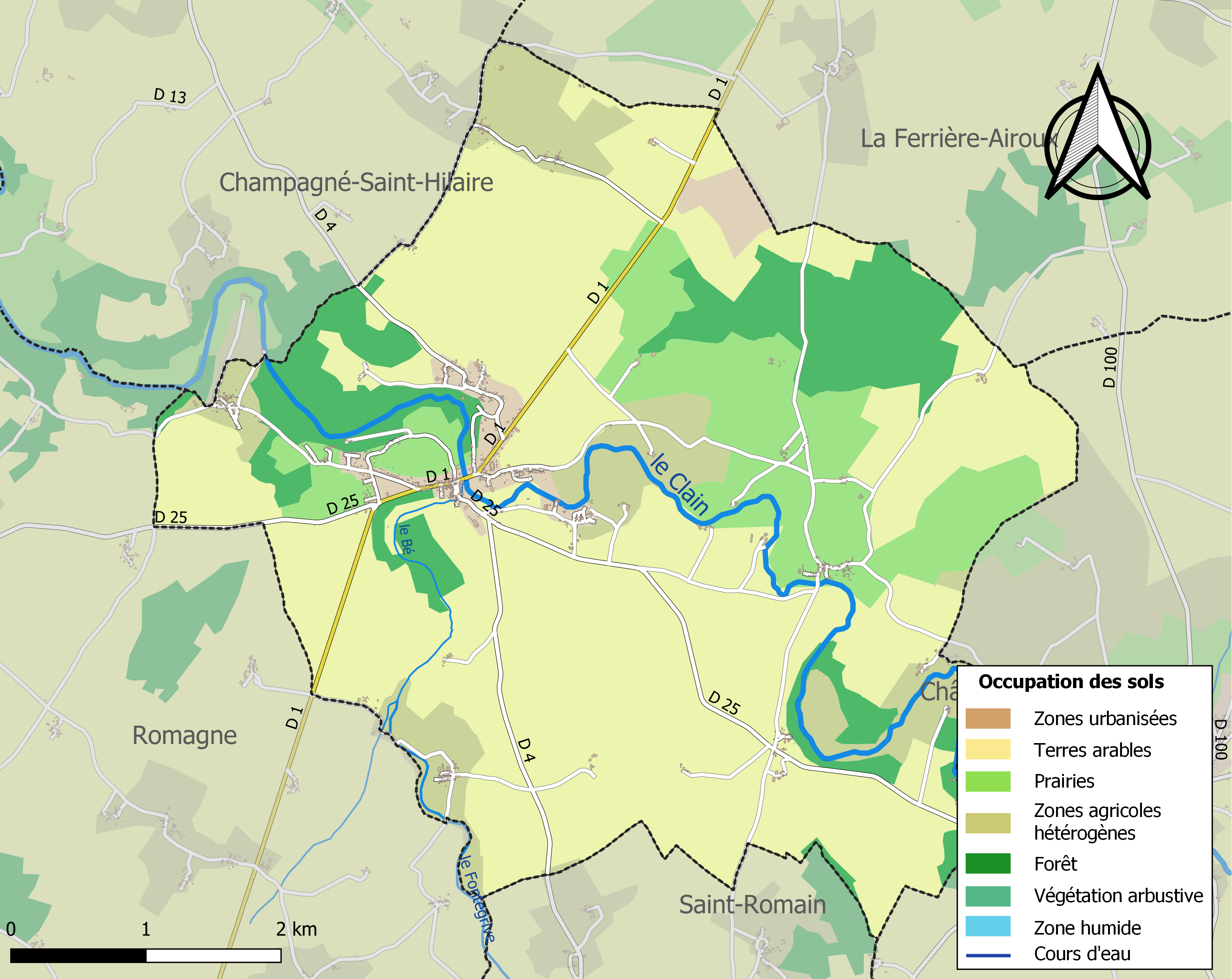
Carte des infrastructures et de l'occupation des sols de la commune en 2018 (CLC).

### Risques majeurs
Le territoire de la commune de Sommières-du-Clain est vulnérable à différents aléas naturels : météorologiques (tempête, orage, neige, grand froid, canicule ou sécheresse), inondations, mouvements de terrains et séisme (sismicité modérée). Il est également exposé à un risque technologique,  le transport de matières dangereuses. Un site publié par le BRGM permet d'évaluer simplement et rapidement les risques d'un bien localisé soit par son adresse soit par le numéro de sa parcelle.

#### Risques naturels
Certaines parties du territoire communal sont susceptibles d’être affectées par le risque d’inondation par débordement de cours d'eau, notamment le Clain. La commune a été reconnue en état de catastrophe naturelle au titre des dommages causés par les inondations et coulées de boue survenues en 1982, 1983, 1993, 1995, 1999, 2010 et 2021,.

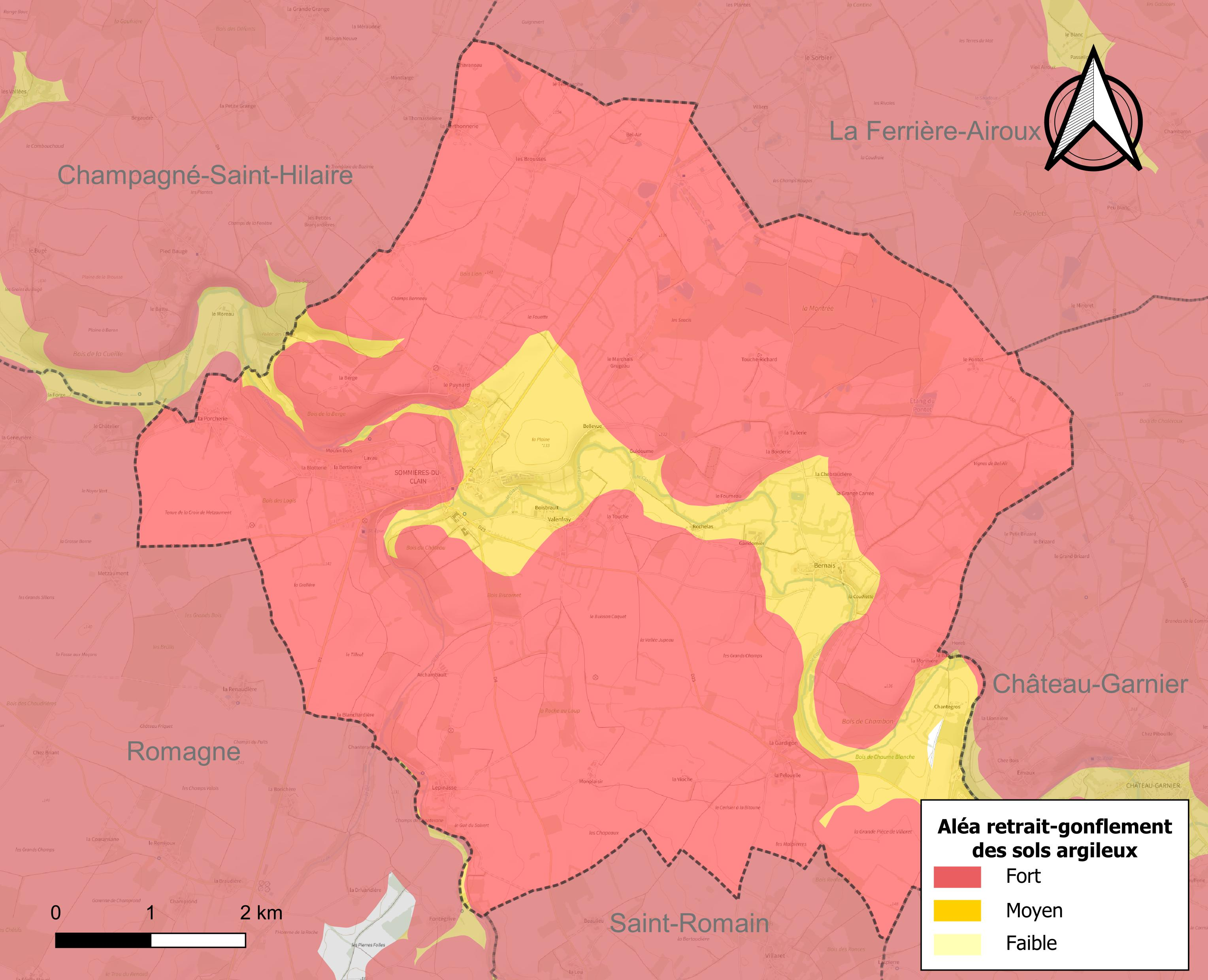
Carte des zones d'aléa retrait-gonflement des sols argileux de Sommières-du-Clain.

Les mouvements de terrains susceptibles de se produire sur la commune sont des affaissements et effondrements liés aux cavités souterraines (hors mines) et des tassements différentiels. Afin de mieux appréhender le risque d’affaissement de terrain, un inventaire national permet de localiser les éventuelles cavités souterraines sur la commune. Le retrait-gonflement des sols argileux est susceptible d'engendrer des dommages importants aux bâtiments en cas d’alternance de périodes de sécheresse et de pluie. 99,9 % de la superficie communale est en aléa moyen ou fort (79,5 % au niveau départemental et 48,5 % au niveau national). Depuis le 1er octobre 2020, en application de la loi ÉLAN, différentes contraintes s'imposent aux vendeurs, maîtres d'ouvrages ou constructeurs de biens situés dans une zone classée en aléa moyen ou fort,.
La commune a été reconnue en état de catastrophe naturelle au titre des dommages causés par la sécheresse en 2017 et par des mouvements de terrain en 1999 et 2010.

## Histoire
L’histoire de Sommières est fortement marquée par ses puissants seigneurs et par le franchissement du Clain. À l’époque gallo-romaine en effet, il est probable qu’un pont de bois permettait déjà de passer le Clain à Sommières. Au Moyen Âge, un château fort juché sur le promontoire que cette rivière forme au confluent avec le Bé, contrôlait le passage. Au XVIIe siècle, un château classique remplaça la forteresse : les pierres d’une autre forteresse, édifiée à Bernay sur le passage du chemin des marchands et des pèlerins de Poitiers à Charroux, servirent, dit-on, à bâtir la demeure du baron de Sommières. Le culte de saint Gaudent est attesté comme celui de saint Cloud qui « guérit les boutons ». L’église, soigneusement restaurée, condense toute cette mémoire.
Jehan de Salvert - 1593 à 1634. Premier baron de Sommières par l'érection de la terre de Sommières en baronnie par lettre patente du jeune roi Louis XIII du mois de janvier 1614. Bourgeois du corps de ville de Poitiers et conseiller au parlement de Paris, il était très proche de la famille du prince de Condé. Qualifié de haut et puissant seigneur, il possédait les châteaux de Loulay en Aunis et de Bernay (Vienne). Ce dernier sera entièrement démoli à la fin du XVIIe siècle et ses pierres utilisées pour la restructuration du château de Sommières. Le cœur de Jehan est enterré dans l'église de Sommières du Clain (derrière l'autel) ; tombe classée monument historique. Marié à Marie Chessé, il eut au moins sept enfants dont Jehan et Guy.

Jean de Salvert 1634 à 1649. Baron de Sommières à la suite de la mort de son frère aîné Pierre (lieutenant général en la sénéchaussée de Civray). Gentilhomme du prince de Condé (Henri II de Bourbon), Jehan décéda sans postérité étant en campagne. Il fut enterré dans l'église de Notre-Dame-la-Petite et ensuite transféré dans l’église de Sommières. Sa veuve, Suzanne Coquet (dit Cognet), se remaria en 1654 avec Haut et puissant chevalier René-Louis Chastenier seigneur de la Roche-Posay, baron de Saint-Georges. Ils vendirent ensemble la baronnie de Sommières en 1661 à Jacques de Langlade.

Château de Vareilles Sommières - Cette imposante demeure seigneuriale fut édifiée à Sommières en 1673 au temps de Louis XIV, par Jacques de Langlade, à l’emplacement d’un château médiéval. Dominant le bourg de Sommières du Clain et le Bé, les grandes ouvertures de sa façade classique surmontent une épaisse muraille. De l’esplanade précédant la grande cour d’honneur protégée par des douves et fermée par des grilles, le château d’architecture classique offre aux visiteurs sa toiture « à La Mansart ».
La famille des Vareilles-Sommières s’y est installée en 1722.
La Famille de la Broüe

La généalogie de la famille de la Broüe appelée par la suite de Vareilles et de Vareilles-Sommières figure dans le dictionnaire généalogique et historique des familles du Poitou par Beauchet Filleau. Nous en extrayons ce qui suit :

«Salomon de la Broüe, seigneur du Pouyault, écuyer du roi Henri IV, fut l'auteur d'un traité sur la cavalerie française. Son nom est gravé le premier au tableau des écuyers célèbres, à l'école de cavalerie de Saumur.
Son fils, Bernard de la Broüe, épousa en 1624 Jacquette Compaing et, par ce mariage, la famille de la Broüe est entrée en possession de la terre et seigneurie de Vareilles dont elle a toujours par la suite porté le nom. Ce fief est situé dans la paroisse d'Availles-Limousines. 
Son fils, François de la Broüe, Chevalier, seigneur de Vareilles, épousa en 1657 Gabrielle Hélye de la Roche-Esnard, fille du comte Jean et de Jeanne Marguerite de Rochechouart-Mortemart de la branche de Montpipeau.
Impliqués dans la fameuse affaire du meurtre du marquis du Vigean, assassiné par des cavaliers masqués dans la forêt de Verrières le 28 mars 1663, lui et son père se constituèrent prisonniers en repoussant énergiquement toute participation à ce crime. Malgré l'invraisemblance d'une telle complicité, malgré les protestations de l'opinion publique, dont nous retrouvons les échos dans les mémoires du temps, et en particulier dans un rapport de Colbert, poursuivis à outrance par la marquise du Vigean qui disposait de puissantes influences, Bernard et François furent condamnés à mort et décapités.
Un des véritables meurtriers, nommé La Fluste, ayant été arrêté près de Moulins, fit des aveux et révéla les noms de ses complices. L'innocence de Bernard et de François de la Broüe fut reconnue. Le roi Louis XIV chercha à dédommager leur famille en la comblant de ses faveurs. Plus tard, il voulut signer lui-même au contrat de mariage du fils de François qui épousait sa cousine germaine, petite-fille de Bernard, et par une allusion aussi délicate que chrétienne, il offrit comme cadeau de noces aux jeunes mariés une œuvre d'art d'un grand prix, un christ, image et consolation de tous les accusés et condamnés injustement.
Après ces événements tragiques, naissait au château de Vareilles le 4 juin 1664 un fils posthume qui fut Louis de la Broüe, dit marquis de Vareilles, baron de Sommières.
C'est lui qui acquit en 1722 la baronnie de Sommières avec le beau château qui venait d'être reconstruit par Mansart.

## Politique et administration

### Liste des maires
| Période   | Période       | Identité         | Étiquette | Qualité |
| --------- | ------------- | ---------------- | --------- | ------- |
| mars 2001 | réélu en 2008 | Patrick Pellerin | UMP       |         |

### Instances judiciaires et administratives
La commune relève du tribunal d'instance de Poitiers, du tribunal de grande instance de Poitiers, de la cour d'appel de Poitiers, du tribunal pour enfants de Poitiers, du conseil de prud'hommes de Poitiers, du tribunal de commerce de Poitiers, du tribunal administratif de Poitiers et de la cour administrative d'appel de Bordeaux, du tribunal des pensions de Poitiers, du tribunal des affaires de la Sécurité sociale de la Vienne, de la cour d’assises de la Vienne.

### Services publics
Les réformes successives de La Poste ont conduit à la fermeture de nombreux bureaux de poste ou à leur transformation en simple relais. Toutefois, la commune a pu maintenir le sien.

## Démographie
L'évolution du nombre d'habitants est connue à travers les recensements de la population effectués dans la commune depuis 1793. Pour les communes de moins de 10 000 habitants, une enquête de recensement portant sur toute la population est réalisée tous les cinq ans, les populations de référence des années intermédiaires étant quant à elles estimées par interpolation ou extrapolation. Pour la commune, le premier recensement exhaustif entrant dans le cadre du nouveau dispositif a été réalisé en 2004.

En 2022, la commune comptait 738 habitants, en évolution de −8,44 % par rapport à 2016 (Vienne : +0,6 %, France hors Mayotte : +2,11 %).
| 1793 | 1800 | 1806 | 1821 | 1831 | 1836  | 1841  | 1846  | 1851  |
| ---- | ---- | ---- | ---- | ---- | ----- | ----- | ----- | ----- |
| 721  | 762  | 776  | 858  | 982  | 1 061 | 1 003 | 1 093 | 1 118 |

| 1856  | 1861  | 1866  | 1872  | 1876  | 1881  | 1886  | 1891  | 1896  |
| ----- | ----- | ----- | ----- | ----- | ----- | ----- | ----- | ----- |
| 1 151 | 1 144 | 1 138 | 1 105 | 1 086 | 1 200 | 1 233 | 1 228 | 1 178 |

| 1901  | 1906  | 1911  | 1921  | 1926  | 1931 | 1936 | 1946 | 1954 |
| ----- | ----- | ----- | ----- | ----- | ---- | ---- | ---- | ---- |
| 1 154 | 1 140 | 1 118 | 1 041 | 1 008 | 948  | 937  | 930  | 888  |

| 1962 | 1968 | 1975 | 1982 | 1990 | 1999 | 2004 | 2006 | 2009 |
| ---- | ---- | ---- | ---- | ---- | ---- | ---- | ---- | ---- |
| 881  | 771  | 686  | 729  | 635  | 664  | 738  | 745  | 805  |

| 2014 | 2019 | 2022 | - | - | - | - | - | - |
| ---- | ---- | ---- | - | - | - | - | - | - |
| 798  | 753  | 738  | - | - | - | - | - | - |

La densité de population de la commune est de 29 hab./km2. Celle du département est de 61 hab./km2. Elle est de 68 hab./km2 pour la région Poitou-Charentes et de 115 hab./km2 pour la France (Insee - 2008).

## Économie

### Agriculture
Selon la direction régionale de l'Alimentation, de l'Agriculture et de la Forêt de Poitou-Charentes, il y a 27 exploitations agricoles en 2010 contre 26 en 2000. Cette tendance est à l'inverse de celle constatée dans le département de la Vienne qui voit le nombre d'exploitations agricoles chuter.
Les surfaces agricoles utilisées ont augmenté de 19 % et sont passées de 1 571 hectares en 2000 à 1 882 hectares en 2010 dont 500 sont irrigables. 49 % sont destinées à la culture des céréales (blé tendre essentiellement mais aussi orges et maïs), 19 % pour les oléagineux (colza et tournesol), moins de 1 % pour les protéagineux, 20 % pour le fourrage et 5 % reste en herbes. En 2000, un hectare (0zéroen 2010) était consacré à la vigne.
Huit exploitations en 2010 (contre dix en 2000) abritent un élevage de bovins (710 têtes en 2010 contre 612 têtes en 2000). Six exploitations en 2010 (contre dix en 2000) abritent un petit élevage d'ovins (161 têtes en 2010 contre 588 têtes en 2000). L'élevage de volailles s'est développé au cours de cette décennie : 181 têtes réparties sur six fermes.
Sept exploitations en 2010 comme en 2000 abritent un élevage de caprins (1 573 têtes en 2010 contre 854 têtes en 2000). La vocation laitière du troupeau est très forte. Moins de 2 % des élevages caprins sont non laitiers en 2000. La quasi-totalité de la production laitière, en constante augmentation (de 2000 à 2011 : + 44 %) est livrée à l’industrie agro-alimentaire soit 96 % des 485 000 hectolitres récoltés dans l’ensemble du département de la Vienne en 2004. La production de fromage à la ferme reste très marginale et ne représente que 1 % de la production de lait et 6 % des fermes. 75 % des élevages sont basés sur un système de production de type hors sol, la surface agricole étant destinée essentiellement dans ce cas, à la production de fourrage. 75 % de ces exploitations n’élèvent que des chèvres. Le dynamisme de cet élevage, l’accent porté sur la qualité des produits a permis d’obtenir les AOC « chabichou du Poitou » et « Sainte Maure de Touraine » pour les fromages produits. C’est un des troupeaux importants de caprins du département de la Vienne (74 500 têtes en 2011) qui est le deuxième département pour l’élevage des chèvres derrière le département des Deux-Sèvres.
Le village abrite une importante foire aux melons. En effet, selon une étude de la direction régionale de l'Alimentation, de l'Agriculture et de la Forêt publiée en juin 2012, la surface consacrée à la culture du melon (3 810 hectares) en région Poitou-Charentes est de loin la plus importante de l'Hexagone (Midi-Pyrénées  : 3 211 hectares ; Languedoc-Roussillon : 2 751 hectares ; Paca 2 525 hectares). Le melon est produit par 314 exploitations. Un melon français sur quatre provient de Poitou-Charentes.

### Développement durable
La commune accueille l'une des cinq installations de stockage de déchets non dangereux d'une capacité de 50 000 tonnes. La capacité des cinq sites est de 474 000 tonnes en 2011.

## Culture locale et patrimoine

### Lieux et monuments

#### Patrimoine civil
- Le hameau service[35] de Sommières-du-Clain est une structure innovante, unique en Europe, qui accueille en maisons individuelles des adultes handicapés mentaux et leurs parents vieillissants, en leur offrant les services nécessaires au maintien de leur autonomie et à la facilitation de leur vie quotidienne.
- Le château de Sommières-du-Clain est inscrit comme monument historique depuis 1988, pour sa cour, ses communs, l'ouvrage fortifié, ses fossés, sa grille et le mur de soutènement. Le château domine le village. Il appartient depuis 1722 à la famille de La Broüe de Vareilles-Sommières. Construit par l’architecte Antoine Dumont[36], c'est un bâtiment d'apparence austère, protégé par des fossés secs et précédé de communs de fort belle allure. Les communs sont, aujourd'hui, occupés par une ferme. Le château se caractérise par sa sobriété toute classique et par l'équilibre de ses volumes.

#### Patrimoine religieux
- L'abbaye des Moreaux. Elle est située à 2 km, à l'ouest de Sommières-du-Clain. Il reste, de nos jours, peu de chose de cette importante abbaye qui occupait un site admirable près du Clain. Les statues de la façade de l'abbatiale sont actuellement aux États-Unis.
- L'église Saint-Gaudent de Sommières-du-Clain est inscrite comme monument historique depuis 1935 pour sa façade occidentale[37]. Elle est en partie de style roman. Elle a été remaniée au XVIe siècle.

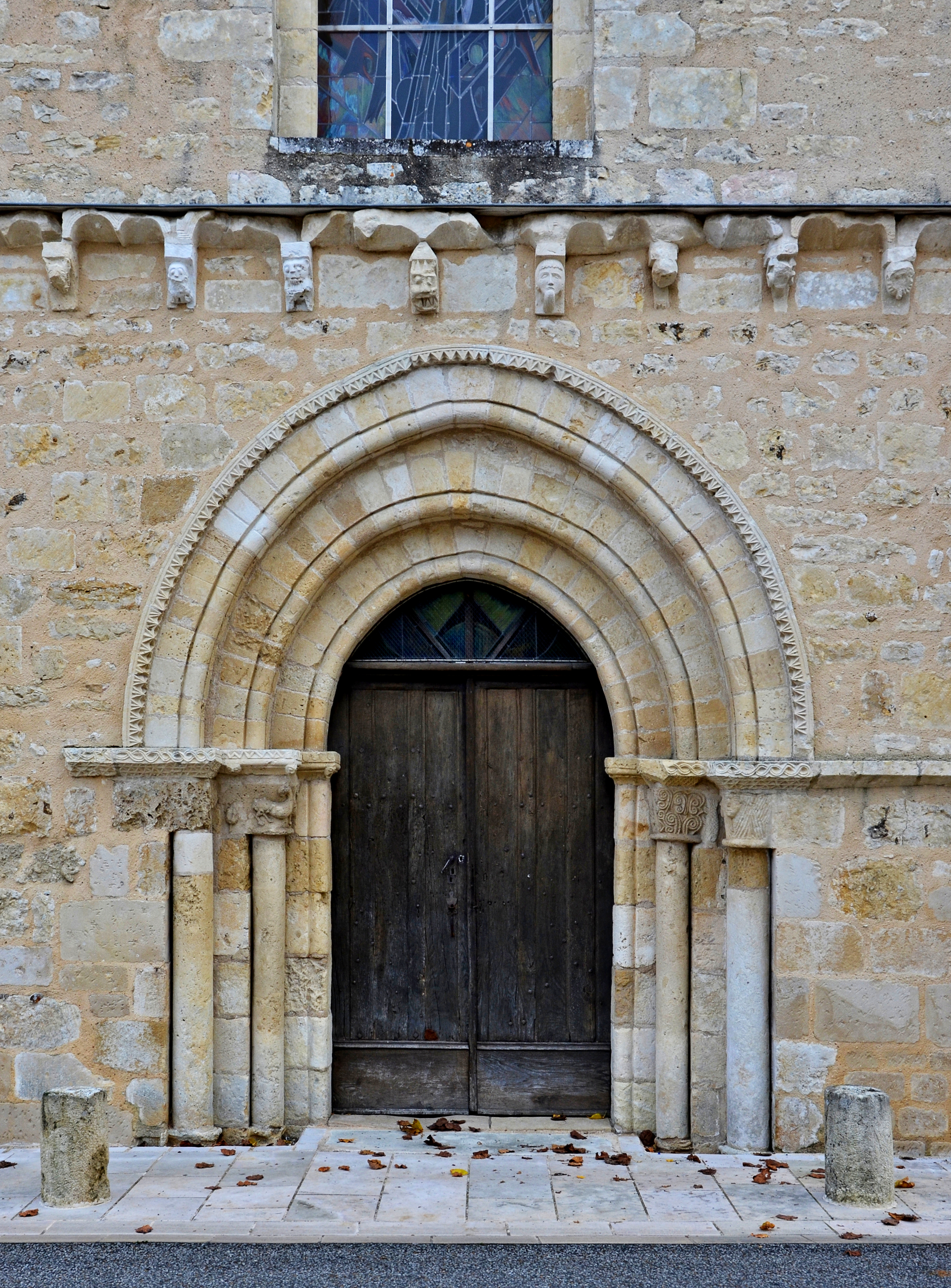
Le portail de l'église.
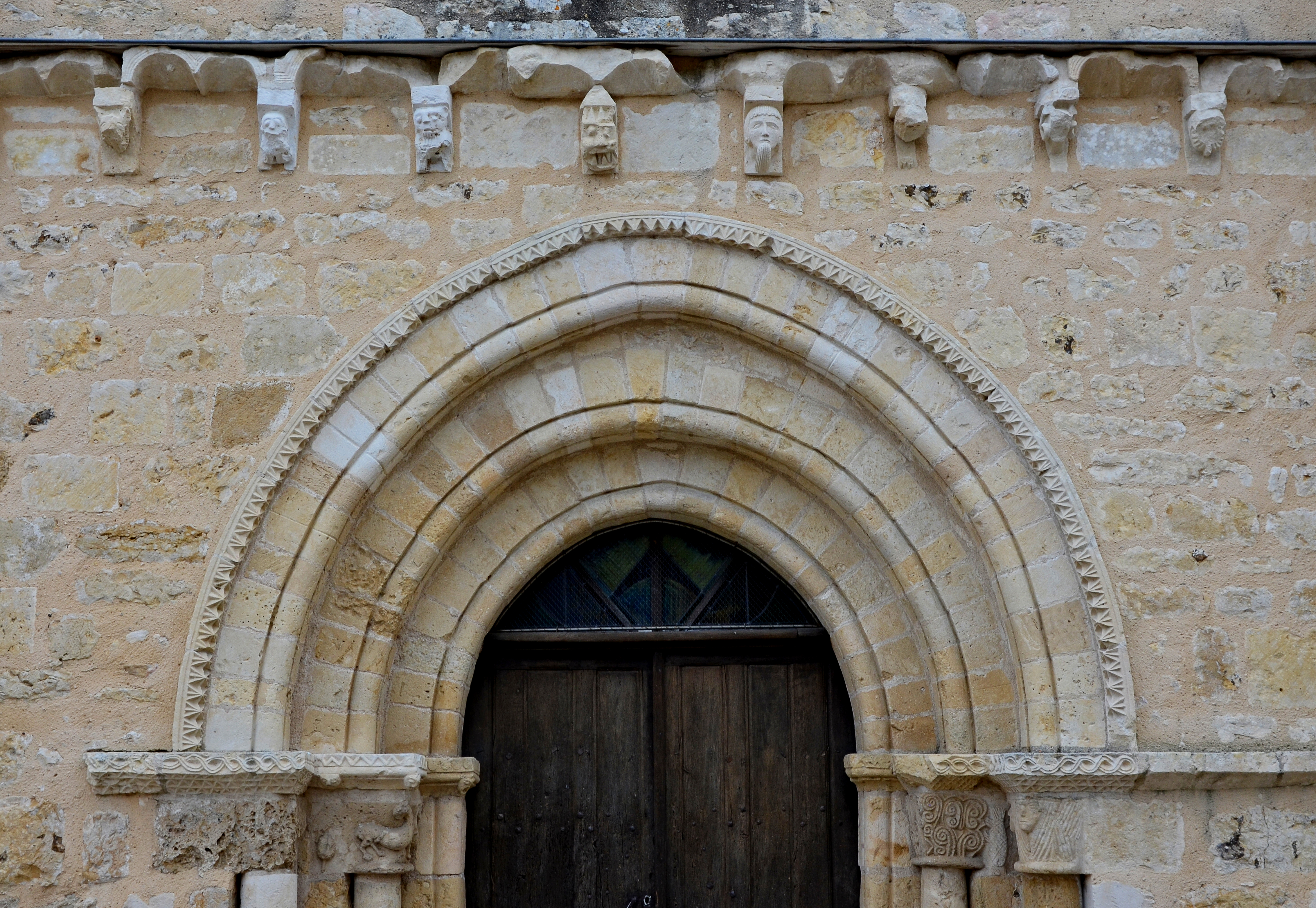
Les voussures et les modillons de façade.

#### Patrimoine naturel
- Selon l'Inventaire des arbres remarquables de Poitou-Charentes[38], il y a un arbre remarquable sur la commune qui est un tilleul à grandes feuilles.
- La commune abrite une zone naturelle d'intérêt écologique, faunistique et floristique (ZNIEFF)[39]: le coteau de la Cueille.

##### Le coteau de la Cueille
Le coteau de la Cueille est situé sur le territoire de deux communes : Champagné-Saint-Hilaire et Sommières-du-Clain.